# Ljungbyhed
Ljungbyhed is een dorp gelegen in de gemeente Klippan in het Zweedse landschap Skåne en de provincie Skåne län. Het dorp heeft een inwoneraantal van 2057 (2005) en een oppervlakte van 286 hectare. Ljungbyhed wordt omringd door zowel landbouwgrond als bos en langs de plaats loopt de rivier de Rönne å.
Een klein stukje ten noorden van Ljungbyhed ligt het Herrevadsklooster dat in de 12de eeuw is gebouwd door de kloosterorde der cisterciënzers. Ook heeft de plaats een vliegveld, tegenwoordig vooral gebruikt door sportvliegtuigen.

## Verkeer en vervoer
Langs de plaats lopen de Riksväg 13 en Länsväg 108.
Klippan · Ljungbyhed · Östra Ljungby · Stidsvig · Klippans bruk · Krika · Riseberga · Allarp · Skäralid · Källna · Tornsborg · Färingtofta · Bonnarp · Gråmanstorp · Forsby